# Joven y alocada
Pour plus de détails, voir Fiche technique et Distribution.
Joven y alocada (littéralement « Jeune et sauvage ») est un film chilien de Marialy Rivas sorti en 2012,,.

## Synopsis
Le film raconte l'histoire de Daniela, une jeune fille bisexuelle de dix-sept ans qui écrit un blog sur les conflits qu'elle éprouve vis-à-vis du Christianisme évangélique et de la sexualité.

## Fiche technique
- Titre original : Joven y alocada
- Titre anglais : Young and Wild
- Réalisation : Marialy Rivas
- Scénario : Marialy Rivas, Pedro Peirano, Sebastián Sepúlveda et Camila Gutiérrez
- Photographie : Sergio Armstrong
- Montage : Andrea Chignoli et Sebastián Sepúlveda
- Production : Pablo Larraín et Juan de Dios Larraín
- Société de production : Fabula
- Pays d'origine :  Chili
- Langue originale : espagnol
- Format : couleurs - 35 mm - 1,85:1 - son Dolby Digital
- Genre : Comédie dramatique
- Durée : 96 minutes
- Dates de sortie : 
  - États-Unis : 21 janvier 2012 (Festival du film de Sundance)
  - Chili : 29 mars 2012
  - France : 19 mars 2013

## Distribution
- Alicia Rodríguez : Daniela Ramírez
- Aline Küppenheim : Teresa
- María Gracia Omegna : Antonia
- Felipe Pinto : Tomás
- Alejandro Goic : Raimundo Ramírez
- Ingrid Isensee : Isabel
- Tomás de Pablo : Cristóbal Ramírez
- Pablo Krögh : Josué
- Hernán Lacalle : Pasteur Simón Ramírez
- Andrea García-Huidobro : Julia Ramírez
- Camila Hirane : Bárbara "Barbage"
- Luis Gnecco : candidat
- Catalina Saavedra : femme convertie
- Moira Miller : Patricia
- Luciana Echeverría : femme sexy
- Javiera Mena : elle-même
- Juan Carlos Cáceres : Darío

## Distinctions
- Festival du film de Sundance 2012 : World Cinema Screenwriting Award [4]